# Thongloun Sisoulith
Thongloun Sisoulith (en lao: ທອງລຸນ ສີສຸລິດ; Provincia de Houaphan, 10 de noviembre de 1945) es un político laosiano, actual Presidente de Laos desde 2021, y ex-Primer ministro de Laos entre 2016 y 2021. Anteriormente fue vice primer ministro del 2001 hasta el 2016, así como Ministro de Asuntos Exteriores del 2006 al 2016. Es Secretario General del Comité Central del Partido Popular Revolucionario de Laos desde 2021.

## Vida y carrera
Nació en la Provincia de Houaphan, y estudió en la Universidad Pedagógica de Neo Lao Hak Sat en Houaphan de 1962 hasta 1969. Llegó a estudiar en el extranjero en la Unión Soviética. Además de lao, habla vietnamita, ruso e inglés.
Durante sus años en el gobierno tiene una lista extensa de citas. Fue viceministro de Asuntos Exteriores de 1987 a 1992, Ministro de Bienestar Laboral y Social de 1993 a 1997, y miembro de la Asamblea Nacional de 1998 al 2000. Pasó a ser vice primer ministro y Presidente del Comité de Planificación Estatal el 27 de marzo de 2001, y fue además nombrado Ministro de Asuntos Exteriores el 8 de junio del 2006, reemplazando a Somsavat Lengsavad. Fue elegido como Primer ministro de Laos en el 10.º Congreso del Partido el 23 de enero del 2016.
En el XI Congreso Nacional del Partido Popular Revolucionario de Laos en 2021, fue elegido secretario general del partido y, por lo tanto, líder de facto de Laos.

## Premios y condecoraciones
- Orden de José Martí (Cuba)
- Orden de la Estrella Dorada (Vietnam)
- Orden de Ho Chi Minh (Vietnam)
- Orden del Sol Naciente (Japón)
- Caballero de la Gran Cinta de la Orden del Elefante Blanco (Tailandia)
- Gran Cruz de la Orden de la Cruz del Sur (Brasil)
- Medalla de Oro de la Fundación Rusa por la Paz "Por actividades caritativas y de mantenimiento de la paz" (5 de octubre de 2015, Rusia)
- Orden de la Amistad de la Federación Rusa (20 de octubre de 2015, Rusia)